# Friedrich Casimir (Hanau)

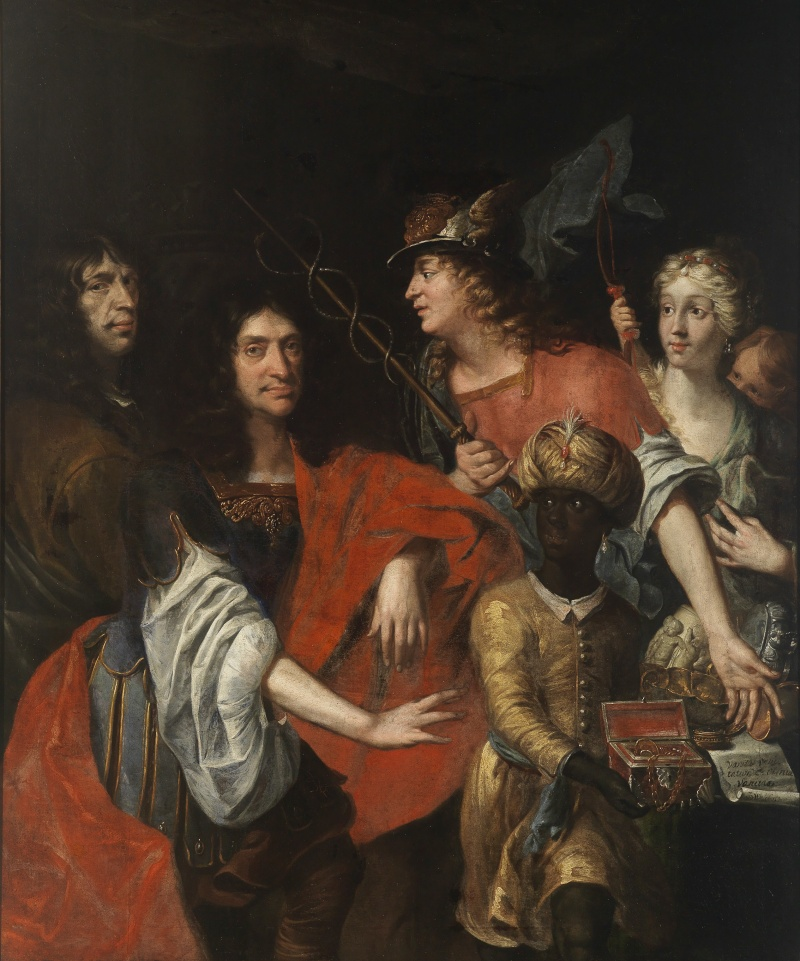
Johann David Welcker: Allegorie auf den Erwerb von Hanauisch-Indien durch den Grafen Friedrich Kasimir von Hanau (zweiter von links) 1669. (1676) Staatliche Kunsthalle Karlsruhe Inv.-Nr. 1164.

Friedrich Casimir von Hanau (* 4. August 1623 in Buchsweiler; † 30. März 1685 in Hanau) aus dem Haus Hanau-Lichtenberg war ab 1641 Landesherr in der Grafschaft Hanau-Lichtenberg und ein Jahr später, 1642, auch in der Grafschaft Hanau-Münzenberg.

## Kindheit und Jugend
Friedrich Casimir wurde in Buchsweiler, der Residenzstadt der Grafschaft Hanau-Lichtenberg, als Sohn des Grafen Philipp Wolfgang (* 1595; † 1641) und dessen Gemahlin, Gräfin Johanna von Öttingen (* 1602; † 1639) geboren. In seiner Kindheit musste er vor den Auswirkungen des Dreißigjährigen Kriegs mit seinen Eltern mehrfach nach Straßburg fliehen, wo die Familie das Stadtpalais Hanauer Hof besaß.

## Vormundschaften
Am 14. Februar 1641 folgte Friedrich Casimir seinem verstorbenen Vater in der Grafschaft Hanau-Lichtenberg. Volljährigkeit trat nach damals geltender Rechtslage im Alter von 25 Jahren ein, so dass eine Vormundschaft für ihn und seine Brüder, Johann Philipp und Johann Reinhard II. eingerichtet wurde. Diese nahmen zunächst Graf Johann Ernst von Hanau-Münzenberg und Freiherr Georg II. von Fleckenstein-Dagstuhl gemeinsam wahr. Georg II. von Fleckenstein-Dagstuhl war ein Enkel der Anna Sibylle von Hanau-Lichtenberg, einer Tochter des Grafen Philipp IV. von Hanau-Lichtenberg. Als Graf Johann Ernst bereits 1642 starb, erbte Friedrich Casimir auch die Grafschaft Hanau-Münzenberg. In seiner Hand waren damit erstmals seit 1458 wieder alle Hanauer Lande in einer Hand vereint. Georg von Fleckenstein verblieb jetzt als alleiniger Vormund. Friedrich Casimir wurde von 1643 bis 1645 auf die standesübliche Kavalierstour geschickt, die ihn nach Frankreich, Spanien, Italien, England und die Niederlande führte. Die Reise sollte auch seiner wissenschaftlichen Ausbildung dienen. Nachdem 1644 auch Georg von Fleckenstein gestorben war, übte Graf Georg Albrecht von Erbach die Vormundschaft bis zu seinem eigenen Tod 1647 aus. Da nun nur noch wenige Monate bis zur Volljährigkeit von Friedrich Casimir blieben, wurde kein weiterer Versuch unternommen, noch einmal eine Vormundschaft einzurichten.

## Regierungsantritt in Hanau-Münzenberg

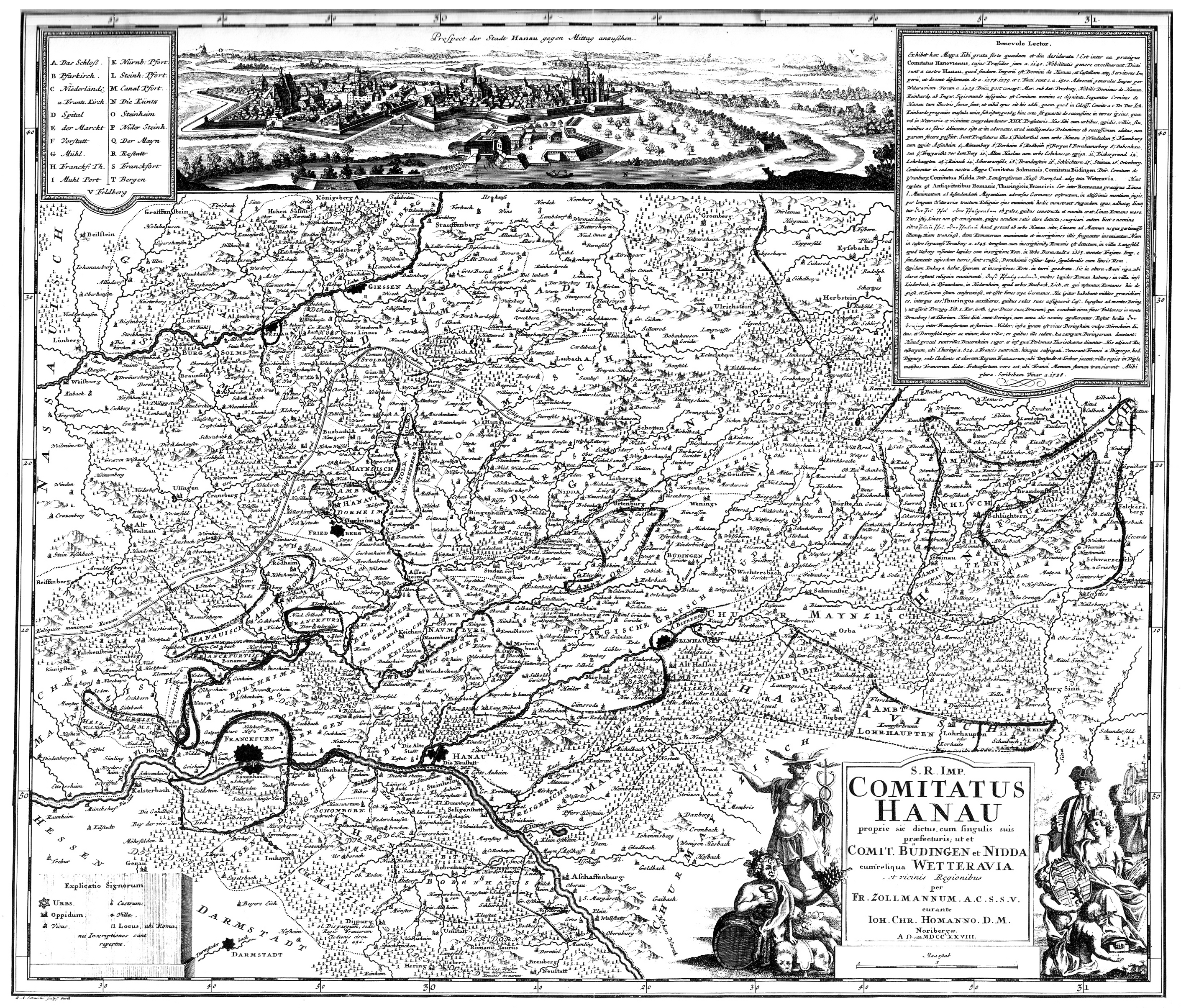
Grafschaft Hanau[-Münzenberg], Karte von Friedrich Zollmann 1728

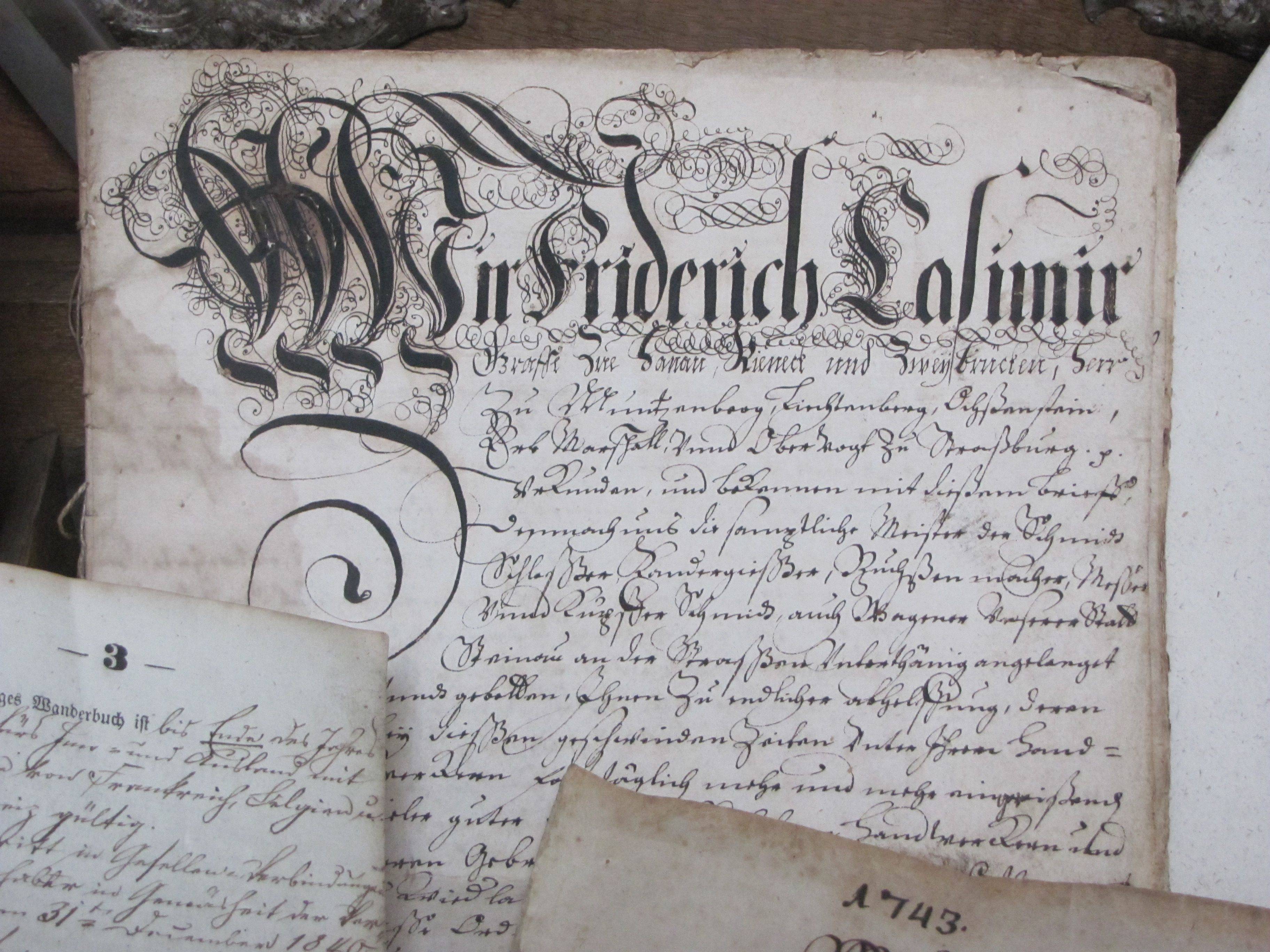
Zunftbrief des Grafen Friedrich Casimir für die Schmiede und andere metallverarbeitende Berufe in Schlüchtern

Nach dem Tod des Grafen Johann Ernst von Hanau-Münzenberg am 12. Januar 1642 war dessen nächster, allerdings nur entfernter männlicher Verwandter Friedrich Casimir. Dessen Erbanspruch wurde durch einen zwischen den Häusern Hanau-Münzenberg und Hanau-Lichtenberg 1610 geschlossenen Erbvertrag bekräftigt.
Der Regierungsantritt war gleichwohl nicht unproblematisch. Schon die äußeren Umständen des Regierungsantritts in Hanau-Münzenberg waren für Friedrich Casimir schwierig: Nur verkleidet, mit zahlenmäßig geringer Begleitung, darunter seinem Vormund, musste er sich von Hanau-Lichtenberg durch feindliches Gebiet nach Hanau begeben, wo er am 21. Januar 1642 eintraf.
Verschiedene Lehnsherren der Grafschaft Hanau-Münzenberg, vor allem das Erzbistum Mainz, aber auch Kursachsen, Hessen-Darmstadt, das Bistum Würzburg und die Fürstabtei Fulda sahen in dem nur entfernten Verwandtschaftsverhältnis eine günstige Gelegenheit, an Hanau vergebene Lehen einzuziehen. So schwach deren rechtliche Position auch sein mochte, in der Situation des Dreißigjährigen Krieges zählte die tatsächliche Machtkonstellation mehr als die rechtlichen Positionen. Georg von Fleckenstein erkannte die Situation klar und versicherte sich des Rückhalts der Landgrafschaft Hessen-Kassel. Die Witwe des Landgrafen Wilhelm V. von Hessen-Kassel, Amalie Elisabeth, eine geborene Gräfin von Hanau-Münzenberg, zu dieser Zeit Regentin der Landgrafschaft, leistete – nicht ganz uneigennützig – diplomatisch-politischen Beistand. Ihr war an einem vollständigen Erhalt der Grafschaft gelegen, da diese bei der Landgrafschaft Hessen-Kassel erheblich verschuldet war. Als Gegenleistung schloss Friedrich Casimirs Vormund 1643 mit Landgräfin Amalie Elisabeth einen Erbvertrag, nach dem die Grafschaft Hanau-Münzenberg bei Aussterben des Hauses Hanau im Mannesstamm an Hessen-Kassel fallen sollte. Der Fall trat 1736 ein. Außerdem überließ er Hessen-Kassel als Sicherheit für die Hanauer Schulden das Amt Schwarzenfels und die Kellerei Naumburg.
Die Residenzstadt von Hanau-Münzenberg, Hanau, bestand zum damaligen Zeitpunkt aus zwei rechtlich voneinander unabhängigen Städten: Alt- und Neu-Hanau. Letztere war an der Wende vom 16. zum 17. Jahrhundert durch reformierte Glaubensflüchtlinge aus Frankreich und den spanischen Niederlanden (dem heutigen Belgien) besiedelt worden. Deren Führungsschicht bestand aus reichen Kaufleuten und Gewerbetreibenden, die die schwache Stellung des neuen Grafen bei Regierungsantritt nutzten, eigene Anliegen abzusichern. Dem Vormund Friedrich Casimirs blieb nichts anderes übrig, als nach zehntägigen Verhandlungen die Forderungen zu gewähren, damit Friedrich Casimir überhaupt sein Erbe antreten konnte. Inhaltlich ging es dabei vor allem um die Garantie des konfessionellen Status quo.

## Religionspolitik
Friedrich Casimir war, wie die ganze Familie von Hanau-Lichtenberg, lutherisch. Die Grafschaft Hanau-Münzenberg aber war seit der Regierung des Grafen Philipp Ludwig II. reformiert. Während 50 Jahre zuvor Graf Philipp Ludwig II. das Jus reformandi, den Grundsatz cuius regio, eius religio , das Bestimmungsrecht über die Konfession seiner Untertanen, hatte ohne weiteres durchsetzen können, musste Friedrich Casimir nun die freie Religionsausübung der Reformierten nicht nur weiter gewähren, sondern sogar den lutherischen Gottesdienst für sich und seinen Hof zunächst auf die Kapelle im Stadtschloss beschränken. Erst 1658 konnte die lutherische Johanneskirche, mit erheblicher Hilfe des lutherischen Auslands, errichtet werden. Auch sonst förderte er, sehr zum Ärger der reformierten Mehrheit seiner Untertanen, die lutherische Konfession. In vielen Gemeinden der Grafschaft konnten sich lutherische Gemeinden bilden, was zu erheblichen Auseinandersetzungen zwischen den beiden Glaubensrichtungen führte.
1650 und 1670 kam es zu Vergleichen der beiden konfessionellen Parteien, 1670 zum so genannte Religionshauptrezeß. Er legte die Gleichberechtigung der beiden evangelischen Konfessionen fest, gab jeder eine eigene Kirchenverwaltung, so dass es in der Grafschaft Hanau von nun an zwei Landeskirchen gab, und der Graf verzichtet auf sein Jus reformandi. Das Abkommen von 1670 wurde zu einer dauerhaften und festen Grundlage des Bikonfessionalismus in der Grafschaft bis ins frühe 19. Jahrhundert. Allerdings wurde zunächst im alltäglichen Umgang der Konfessionen miteinander weiter heftig gestritten. Erst 140 Jahre später vereinigen sich die beiden Kirchen in der Hanauer Union in einer unierten Kirche.

## Familie
Friedrich Casimirs Regierungsantritt in Hanau-Münzenberg erfolgte in einer für die Grafschaft durch den Dreißigjährigen Krieg finanziell prekären Situation. Bei seinem Eintreffen in Hanau fand er auch die Witwe seines ein Jahr zuvor verstorbenen dortigen vorletzten Amtsvorgängers, des Grafen Philipp Moritz vor, Sibylle Christine von Anhalt-Dessau. Als Gräfin-Witwe konnte sie erhebliche Forderungen an die Grafschaft stellen. Um diese zu vermeiden, heiratete Friedrich Casimir am 13. Mai 1647, kurz nachdem er volljährig geworden war, die um 20 Jahre ältere Witwe, zu diesem Zeitpunkt fast 44 Jahre alt. Die Lösung war preiswert und hatte zudem den Vorteil, dass die Ehe mit einer Prinzessin reformierten Glaubens die reformierte Mehrheit seiner ihm in religionspolitischen Angelegenheiten misstrauisch gegenüberstehenden Untertanen beruhigte. Die Ehe mit der so viel Älteren hatte allerdings zur Folge, dass sie kinderlos blieb. Sie war auch darüber hinaus von Differenzen geprägt, wohl auch, weil Friedrich Casimir aufgrund seines stetigen Geldbedarfs auch auf das Vermögen seiner Frau zurückgriff.
Kurz vor seinem Tod 1685 adoptierte Friedrich Casimir seinen Neffen Johann Reinhard III.

## Regierung

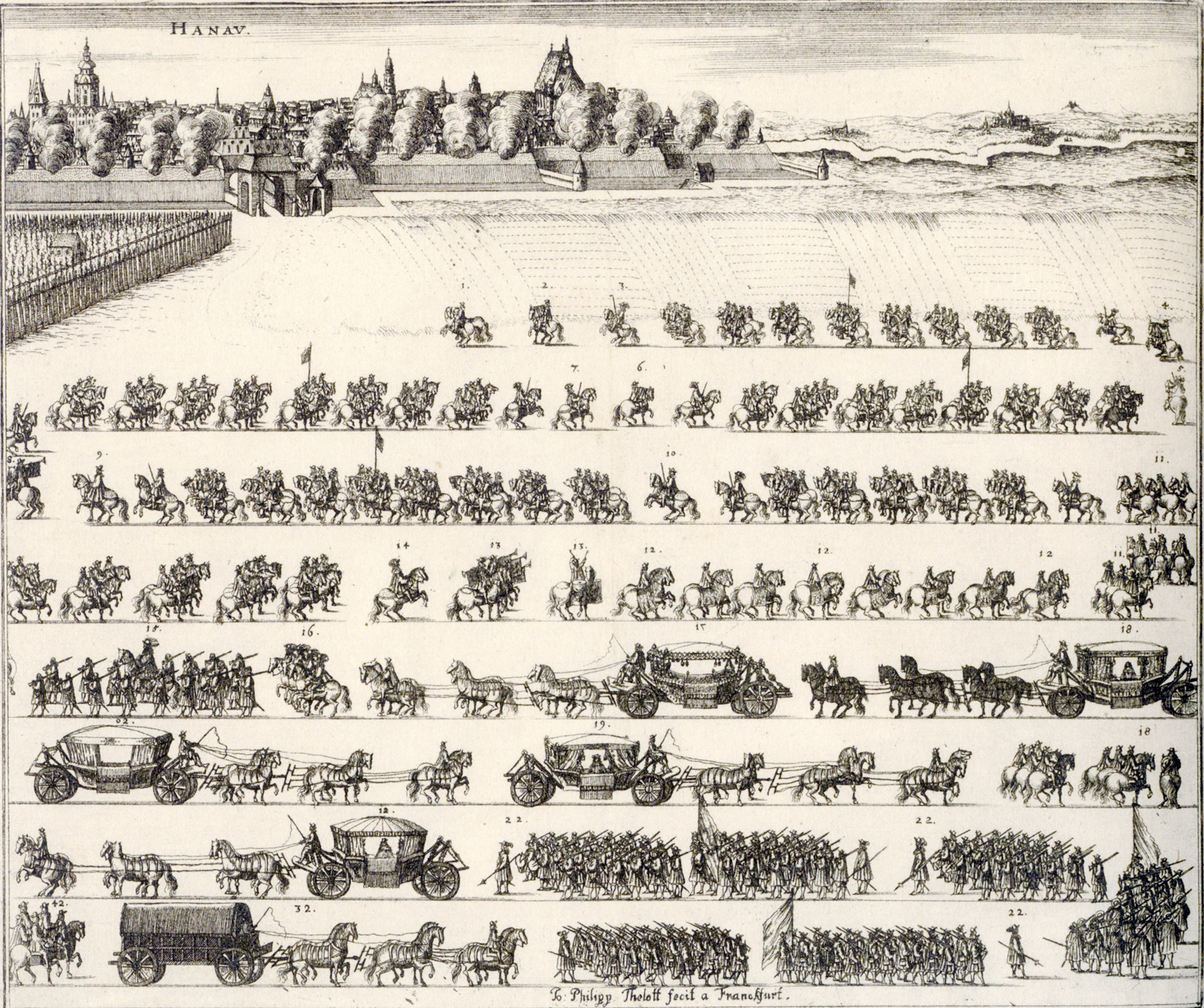
Einzug des Grafen Friedrich Casimir von Hanau in die Stadt Hanau am 26. März 1667 (Johann Philipp Thelott)

### Politischer Rahmen
Im Westfälischen Frieden kam die Grafschaft Hanau glimpflich davon, konnte ihren territorialen Bestand aus der Zeit vor 1618 weitgehend sichern. Es gelang Friedrich Casimir, wieder ein ausgeglichenes Verhältnis zum kaiserlichen Hof in Wien herzustellen. Dies fand seinen Ausdruck in seiner Ernennung zum kaiserlichen Rat durch Ferdinand II. Allerdings blieb die Grafschaft auf erheblichen Schulden aus der Kriegszeit sitzen, eine Last, die Friedrich Casimirs gesamte Regierungszeit mit bestimmte. Dies wog umso schwerer, als der Geldbedarf sowohl für den Wiederaufbau der vom Krieg schwer geschädigten Grafschaft als auch für Investitionen, die er für zukunftsträchtig hielt, ebenso wie eine aus zeitgenössischer Sicht angemessen repräsentative barocke Hofhaltung die Leistungsfähigkeit der Grafschaft überstieg. Um all das zu finanzieren, nahm er weitere Schulden auf, veräußerte letztlich sogar das Amt Rodheim.
Die politische Landschaft, in der Friedrich Casimir agieren musste, blieb auch nach dem Westfälischen Frieden von Unsicherheit geprägt. Außenpolitisch galt das insbesondere für den Hanau-Lichtenberger Landesteil, der im Bereich des unmittelbaren Zugriffs Ludwigs XIV. lag und mehrfach mit Krieg und Besetzung überzogen wurde. Die linksrheinischen Teile Hanau-Lichtenbergs waren durch den Westfälischen Frieden vom Deutschen Reich abgetrennt und der Souveränität der französischen Krone unterstellt worden. Für diese Gebiete musste Friedrich Casimir nach dem Frieden von Nijmegen 1678 und einem Spruch der französischen Reunionskammern 1681 dem französischen König den Treueid leisten. 1673 besetzten französische Truppen sogar Friedberg, Aschaffenburg und Seligenstadt. Hanau hatte sich für neutral erklärt, war aber von französischen Truppen völlig eingekesselt.
Friedrich Casimir setzte in dem reformierten Umfeld in Hanau überwiegend auf externe Berater. Dazu zählten der Arzt und Alchemist Friedrich Kretschmar, der Kammerdirektor wurde und schon Stellen an anderen kleineren Höfen begleitet hatte; der schwedische Reichsrat Bengt Skytte aus dem Umkreis der Königin Christine von Schweden; der Arzt, Kameralist und Wirtschaftstheoretiker Johann Joachim Becher; der Militär und Diplomat Landgraf Georg Christian von Hessen-Homburg; und der Jurist und Schriftsteller Johann Michael Moscherosch, der allerdings Untertan aus dem hanau-lichtenberger Landesteil war. Auffällig ist der überwiegend lutherische Hintergrund dieses Führungspersonals. Das löste selbstverständlich Aversionen im überwiegend reformierten Landesteil, der Grafschaft Hanau-Münzenberg, und bei dem angestammten dort tätigen Personal aus. Dies spiegelt sich in einer überwiegend höchst nachteiligen Darstellung dieser Männer in der regionalen Geschichtsschreibung der folgenden Jahrhunderte.

### Erfolgreiche Projekte
Wissenschaft und Kultur waren ein Schwerpunkt des Interesses des Grafen. Ein wichtiges Projekt war es, in Hanau eine weit über die Grenzen der Grafschaft ausstrahlende Bildungseinrichtung, eine Akademie der Wissenschaften und Künste, zu schaffen. Dazu wurde auch in die bestehenden Bildungseinrichtungen investiert. Nach jahrzehntelanger Bauzeit wurde 1665 der Bau der Hohen Landesschule vollendet. Daneben wurde 1680 in Hanau ein lutherisches Gymnasium errichtet, das aus der 1647 gegründeten lutherischen Schule hervorging und 1813 in die Realschule umgewandelt wurde. Weiter entstand unter Friedrich Casimirs Regierung die Hanauer Fayencemanufaktur, eine der ersten Fayence-Manufakturen in Deutschland, die erfolgreich bis zum Beginn des 19. Jahrhunderts produzierte. Gegründet wurde sie von Daniel Behaghel und Jakob van der Walle. Das gräfliche Privileg dafür wurde am 5. März 1661 ausgestellt. 1678 kam es zur Gründung der „Hanauer Zeitung“, einer der ältesten in Deutschland. Friedrich Casimir war Mitglied der literarischen Fruchtbringenden Gesellschaft mit dem Gesellschaftsnamen Der Erhöhende.
Mit dem Erzstift Mainz und dem Bistum Würzburg, in dieser Zeit in Personalunion durch Kurfürst-Erzbischof Johann Philipp von Schönborn verwaltet, kam es zu einer Reihe von Verträgen, die einerseits Streitigkeiten regelten, die aus dem Dreißigjährigen Krieg herrührten, andererseits durch Gebietstausch und die Realteilung gemeinsamer Kondominien das jeweilige Territorium arrondierten.
Um die Bevölkerungsverluste des Krieges zu kompensieren, förderte er in der Grafschaft Hanau-Lichtenberg den Zuzug von Schweizern aus dem Berner Oberland. Dass diese reformierten Glaubens waren, wurde geduldet.

### Fehlgeschlagene Projekte
Die geplante Akademie der Wissenschaften und Künste sollte „Sophopolis“ heißen. Ihre Gründung war durchaus auch im Sinn eines wirtschaftlichen Projekts gedacht. So sollten die aus dem „Ausland“ hereinströmenden Studenten zu einem wirtschaftlichen Aufschwung führen. Er legte ein Kunst- und Naturalienkabinett an, das auch eine Lehrmittelsammlung für die geplante Akademie werden sollte. Die Investitionen dafür waren erheblich und einer der Hauptkritikpunkte der Agnaten.

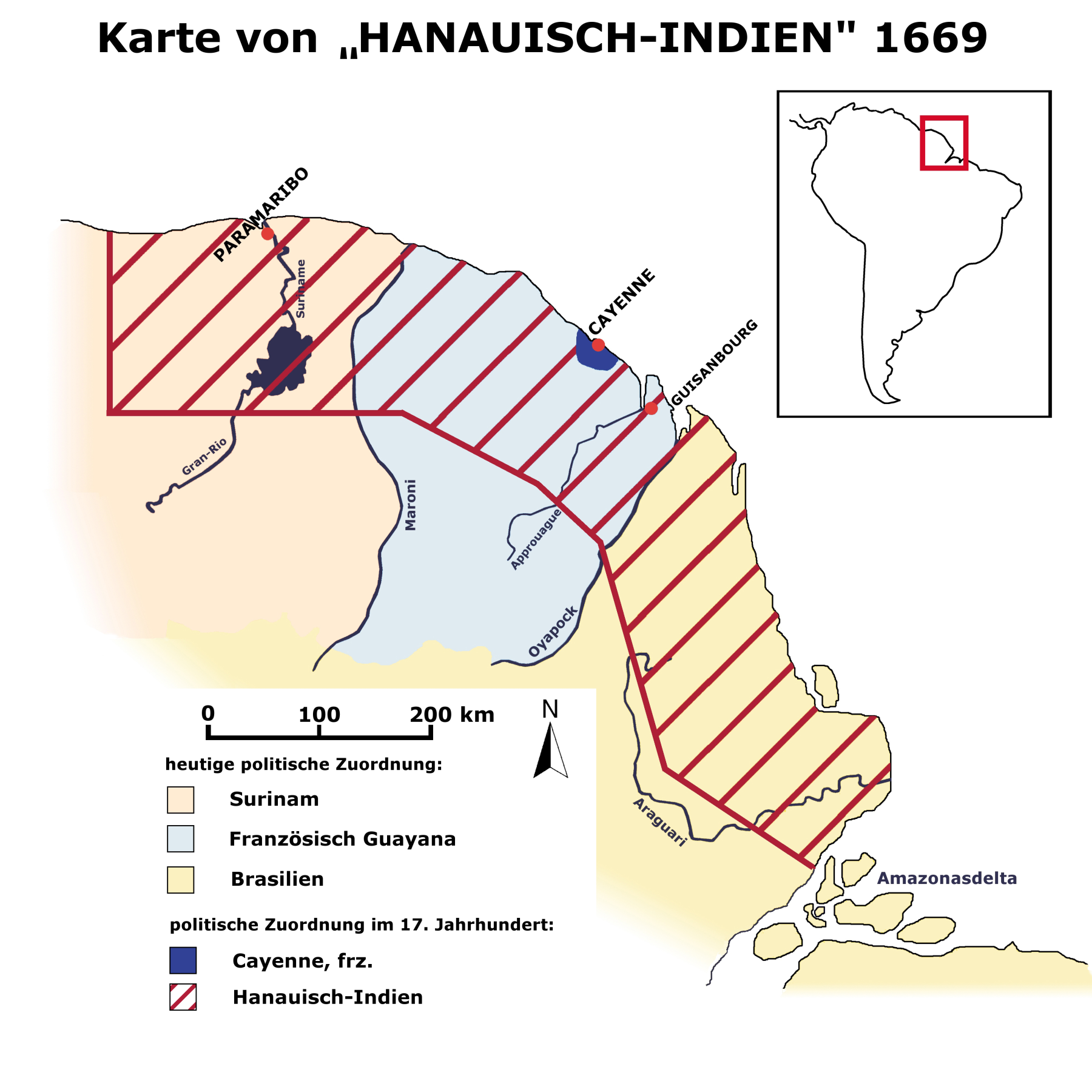
Karte von Hanauisch Indien 1669.

Ein weiteres Projekt war die Gründung von Hanauisch-Indien, einer Kolonie, die am Orinoco an der Nordküste Südamerikas entstehen sollte. Das Konzept stammte wohl von Johann Joachim Becher. Dieses Projekt gedieh immerhin bis zu einem rechtskräftigen Vertrag mit der Niederländischen Westindien-Kompanie. Gedacht war, mit den Gewinnen aus der Kolonie den Geldmangel in Hanau auszugleichen. Insoweit war das Konzept für die damalige Zeit sehr modern und nahm Ideen des Kolonialismus aus den beiden folgenden Jahrhunderten voraus. Friedrich Casimir sah sich wohl auch als künftiger Herrscher eines tropischen Reiches; im Volk wurde er nach Scheitern des Projekts als König von Schlaraffenland verspottet. Was dem Konzept – und allgemein in Hanau – fehlte, war das Geld, um die erheblichen Anfangsinvestitionen für ein solches Projekt umzusetzen. Folglich blieb es in Südamerika ohne Konsequenz und in der Grafschaft Hanau verblieben die hohen Schulden. Um das finanzielle Desaster auszugleichen, soll Friedrich Casimir erwogen haben, die Grafschaft Hanau-Lichtenberg an den Herzog Karl IV. von Lothringen zu verpfänden und zum römisch-katholischen Bekenntnis überzutreten, um sich von katholischer Seite Unterstützung zu sichern. Hinter diesem Projekt soll Landgraf Georg Christian von Hessen-Homburg gestanden haben, der auch das Amt Dorheim und die darin gelegene, für die Grafschaft Hanau wirtschaftlich sehr bedeutende Saline von Nauheim an sich zu bringen suchte. Um die ihn bei diesen Projekten störenden Agnaten des Grafen auszuschalten, versuchte er die Regentschaft über die Grafschaft in seine Hände zu bekommen.

### Entmachtung
In Hanau zogen die Verwandten des Grafen daraufhin die Notbremse. Zunächst versuchte sein Bruder, Johann Philipp, im November 1669 einen Staatsstreich und bemächtigte sich in Abwesenheit Friedrich Casimirs der Regierung. Dieses Notstandsregime brach aber nach drei Tagen zusammen. Deshalb erwirkten die Verwandten und Vormünder der Neffen und späteren Nachfolger Friedrich Casimirs, Herzog Christian II. von Pfalz-Zweibrücken-Birkenfeld und Pfalzgräfin Anna Magdalena von Pfalz-Zweibrücken-Birkenfeld, seitens Kaiser Leopold I. eine Zwangsverwaltung der Grafschaft. Beiden wurde die Mitregentschaft in der Grafschaft übertragen und ein Vetorecht gegen Entscheidungen des Grafen eingeräumt. Unterstützt wurde dies von Militär der Landgrafschaft Hessen-Kassel. Die Berater des Grafen wurden entlassen. An ihre Stelle trat als Regierungs- und Kammerpräsident Johann Georg Seyfried, später geadelt als „von Edelsheim“. Diese Beschränkung Friedrich Casimirs hinsichtlich der Regierungsgeschäfte blieb in der Praxis konfliktträchtig. Die seitens der Regenten eingeleitete rigorose Politik der Schuldentilgung wurde von ihm weit großzügiger gesehen. Jedenfalls blieb eine durchgreifende finanzielle Wende zunächst aus.

## Tod und Erbe
Friedrich Casimir starb am 30. März 1685 in Hanau. Die Grafschaft Hanau-Münzenberg übernahm sein Neffe Philipp Reinhard, die Grafschaft Hanau-Lichtenberg sein Neffe Johann Reinhard III. Bestätigt wurde diese Teilung noch einmal mit einem Vertrag im Jahr 1691. Friedrich Casimirs Witwe, Sibylle Christine von Anhalt-Dessau, überlebte ihn noch knapp ein Jahr. Er wurde in der Gruft der lutherischen Johanneskirche in Hanau beigesetzt, die Witwe in der Gruft der reformierten Marienkirche.

## Bewertung
Die Bewertung der Regierung des Grafen Friedrich Casimir ist umstritten. Diejenigen, die politische Leistung eher als das Herstellen (wirtschaftlicher) Stabilität definieren, beurteilen ihn eher kritisch. Dazu zählt auch die überwiegend in einer reformierten Tradition stehende lokale Historiografie. Diejenigen, die politische Leistung eher an kultureller Leistung und zukunftsweisenden politischen Entwürfen festmachen, bewerten seine Regierungsleistung eher positiv.

## Vorfahren
| Ahnentafel von Graf Friedrich Kasimir von Hanau-Lichtenberg | Ahnentafel von Graf Friedrich Kasimir von Hanau-Lichtenberg                                                          | Ahnentafel von Graf Friedrich Kasimir von Hanau-Lichtenberg                                                          | Ahnentafel von Graf Friedrich Kasimir von Hanau-Lichtenberg                                              | Ahnentafel von Graf Friedrich Kasimir von Hanau-Lichtenberg                                              | Ahnentafel von Graf Friedrich Kasimir von Hanau-Lichtenberg | Ahnentafel von Graf Friedrich Kasimir von Hanau-Lichtenberg |
| ----------------------------------------------------------- | --- | --- | --- | --- | ----------------------------------------------------------- | ----------------------------------------------------------- |
| Urgroßeltern                                                | Philipp V. von Hanau-Lichtenberg (* 1541; † 1599) ⚭ Margarethe Ludowika von Pfalz-Zweibrücken (* 1540; † 1569)       | Wolfgang zu Hohenlohe-Neuenstein (* 1546; † 1610) ⚭ Magdalena von Nassau-Dillenburg (* 1547; † 1643)                 | Gottfried von Öttingen (* 1554; † 1622) ⚭ Johanna zu Hohenlohe-Neuenstein (* 1557; † 1585)               | Georg III. von Erbach (* 1548; † 1605) ⚭ Anna zu Solms (* 1557; † 1586)                                  |                                                             |                                                             |
| Großeltern                                                  | Johann Reinhard I. von Hanau-Lichtenberg (* 1568; † 1625) ⚭ Maria Elisabeth zu Hohenlohe-Neuenstein (* 1576; † 1605) | Johann Reinhard I. von Hanau-Lichtenberg (* 1568; † 1625) ⚭ Maria Elisabeth zu Hohenlohe-Neuenstein (* 1576; † 1605) | Ludwig Eberhard von Öttingen-Öttingen (* 1577; † 1634) ⚭ Margarethe von Erbach (* 1576; † 1635)          | Ludwig Eberhard von Öttingen-Öttingen (* 1577; † 1634) ⚭ Margarethe von Erbach (* 1576; † 1635)          |                                                             |                                                             |
| Eltern                                                      | Philipp Wolfgang von Hanau-Lichtenberg (* 1595; † 1641) ⚭ Johanna von Öttingen-Öttingen (* 1602; † 1639)             | Philipp Wolfgang von Hanau-Lichtenberg (* 1595; † 1641) ⚭ Johanna von Öttingen-Öttingen (* 1602; † 1639)             | Philipp Wolfgang von Hanau-Lichtenberg (* 1595; † 1641) ⚭ Johanna von Öttingen-Öttingen (* 1602; † 1639) | Philipp Wolfgang von Hanau-Lichtenberg (* 1595; † 1641) ⚭ Johanna von Öttingen-Öttingen (* 1602; † 1639) |                                                             |                                                             |
| Friedrich Casimir                                           | | | | |                                                             |                                                             |

Zur Familie vgl. Hauptartikel: Hanau (Adelsgeschlecht)